# Ipomoea distans
Ipomoea distans är en vindeväxtart som beskrevs av Jacques Denys Denis Choisy. Ipomoea distans ingår i släktet praktvindor, och familjen vindeväxter. Inga underarter finns listade i Catalogue of Life.